# Новочадово
Новоча́дово (рос. Новочадово, ерз. Новочадово) — село у складі Атюр'євського району Мордовії, Росія. Адміністративний центр Новочадовського сільського поселення.
Населення — 395 осіб (2010; 323 у 2002).
Національний склад станом на 2002 рік:
- мордва — 55 %
- росіяни — 43 %